# Múnia zebrat
El múnia zebrat (Amandava subflava) és un petit moixó de la família dels estríldidss (Estrildidae) que habita la zona afrotròpica.

## Morfologia
- Fa uns 9 cm de llargària.
- Semblant a un pardal amb un iris vermellós, pit taronja, bec vermell i plomatge per sobre de color verd oliva fosc.
- Notable dimorfisme sexual. El mascle és vermell per la zona posterior, flancs blanquinosos amb barres fosques i cella vermella.
- La femella és una mica més petita i no té les celles vermelles del mascle.

## Hàbitat i distribució
Habita les sabanes i praderies de la major part de l'Àfrica Subsahariana, arribant al sud del Iemen. S'ha introduït en altres indrets com ara Kuwait.

## Alimentació
S'alimenta principalment de llavors. També insectes i brots.

## Reproducció
La femella pon generalment 4 – 6 ous a un niu de forma ovalada, fet d'herba.

## Llista de subespècies
S'han descrit tres subespècies:
- Amandava subflava clarkei (Shelley, 1903). Àfrica meridional.
- Amandava subflava niethammeri, Wolters, 1969. Àfrica central.
- Amandava subflava subflava (Vieillot, 1819). Des d'Àfrica Occidental fins al sud del Iemen.